# Harpactirella lapidaria
Harpactirella lapidaria é uma espécie de aranha pertencente à família Theraphosidae (tarântulas).